# مونتشيغورسك
مونتشيغورسك (بالروسية: Мончегорск) هي إحدى مدن روسيا في الكيان الفدرالي الروسي مورمانسك أوبلاست.

## توأمة
لمونتشيغورسك اتفاقيات توأمة مع كل من:
- سورتلاند
- Älvsbyn [الإنجليزية]‏